# Zdeněk Fierlinger
Zdeněk Fierlinger (11 de junio de 1891, Olomouc – 2 de mayo de 1976, Praga) fue un político y diplomático checoslovaco. Fue Primer ministro de Checoslovaquia de 1945 a 1946, primero en el gobierno en el exilio con sede en Londres, Reino Unido, y después en la Checoslovaquia liberada. Su nombre está relacionado con la fusión de su Partido Socialdemócrata Checo (ČSSD, por sus siglas en checo) con el Partido Comunista de Checoslovaquia (KSČ) después del golpe de Estado comunista en 1948. Fue tío de Paul Fierlinger, el famoso animador de varios dibujos animados de PBS.

## Inicio de su carrera
Zdeněk Fierlinger provenía de una familia de clase alta. En 1910 se graduó en negocios y trabajó como representante de ventas en Rusia. Durante la Primera Guerra Mundial ingresó en la Legión Checoslovaca y por su valentía en el campo de batalla fue condecorado 4 veces con la Orden de San Jorge. Junto con otros combatientes participó en la batalla de Zborov.
Después de la guerra Fierlinger regresó a Checoslovaquia e ingresó en el servicio diplomático. Sucesivamente fue embajador en Países Bajos, Rumanía, Estados Unidos, Suiza y Austria. Durante este periodo fue amigo cercano y colaborador de Edvard Beneš. En 1924 ingresó en el Partido Socialdemócrata Checo.

## En la Unión Soviética
Entre 1937 y 1945 Fierlinger se convirtió en enviado (y posteriormente en embajador) en la Unión Soviética. Durante ese período en Moscú Fierlinger era muy relacionado con el liderazgo del Partido Comunista de Checoslovaquia, liderado por Klement Gottwald. Esto fue evidente, por ejemplo, en 1943 cuando los comunistas, junto con Fierlinger, facilitaron la firma del tratado de paz soviético-checoslovaco por Stalin y Edvard Beneš el 12 de diciembre del mismo año en Moscú.

## El fin de la guerra y la llegada de los comunistas
Justo antes del fin de la Segunda Guerra Mundial en abril de 1945, Fierlinger se convirtió en el primer ministro del gobierno en el exilio y permaneció en dicho cargo hasta las elecciones de 1946. Se convirtió en líder de la "izquierda" de la socialdemocracia, próxima al KSČ.
Entre 1946 y 1948 Fierlinger era presidente del ČSSD. Después del golpe de Praga en febrero de 1948, Fierlinger actuó como el proponente de la "unificación" de su partido y el KSČ. Tras ocurrir esta se convirtió en miembro del Comité Central del KSČ ese mismo año. Según el periodista estadounidense John Gunther, Fierlinger fue apodado por eso "Doctor Quislinger".
Zdeněk Fierlinger subsecuentemente sirvió como Viveprimer ministro de 1948 a 1953, Ministro de la Oficina Estatal para Asuntos religiosos de 1951 a 1953, presidente de la Asamblea Nacional desde el 15 de octubre de 1953 hasta el 23 de junio de 1964 y ministro a cargo del Estado; permaneció como miembro del Comité Central hasta 1966. En 1968, durante la Primavera de Praga, uno de sus últimos actos públicos fue liderar una delegación en protesta fuera de la embajada soviética.